# Adolf Tobler
Adolf Tobler (ur. w XIX wieku, zm. w XX wieku) – szwajcarski strzelec, mistrz świata.

## Kariera
Jako strzelec nie uczestniczył w igrzyskach olimpijskich. Być może brał udział w Olimpiadzie Letniej 1906 jako lekkoatleta, gdyż w biegu maratońskim odnotowano wtedy występ Adolfa Toblera z klubu TV Aussersihl (biegacz ten stanął na starcie, lecz nie dobiegł do mety). Nie wiadomo jednak, czy są to te same osoby. 
Dwukrotny medalista mistrzostw świata, w tym jednokrotnie złoty. Oba medale zdobył na Mistrzostwach Świata w Strzelectwie 1903 w Buenos Aires. Wraz z drużyną został mistrzem świata w konkurencji: karabin dowolny, trzy pozycje, 300 m, drużynowo. Zdobył też indywidualnie brąz w karabinie dowolnym leżąc z 300 m.